# Puchar Zdobywców Pucharów Maghrebu (1970)
Puchar Zdobywców Pucharów Maghrebu (1970) – druga edycja tych historycznych rozgrywek piłkarskich. Turniej odbywał się w stolicy Tunezji, Tunisie. W rozgrywkach brały udział 4 zespoły. Puchar zdobyła drużyna Club Africain Tunis.

## Półfinały
Club Africain Tunis 1 – 0  USM Alger

 AS Marsa 0 – 0  Wydad Casablanca

## Mecz o 3. miejsce
Wydad Casablanca 3 – 1  USM Alger

## Finał
Club Africain Tunis 2 – 0  AS Marsa